# 대덕소프트웨어마이스터고등학교
대덕소프트웨어마이스터고등학교(大德소프트웨어마이스터高等學校)는 대한민국 대전광역시 유성구 장동에 있는 공립 고등학교이다.

## 학교 연혁
- 1991년 9월 14일 : 대덕공업고등학교 설립인가 기계과 2학급, 전자기계과 5학급, 전자계산기과 3학급
- 1992년 3월 5일 : 제1회 입학식 기계과 2학급, 전자기계과 5학급, 전자계산기과 3학급
- 1999년 3월 1일 : 교명 개정,  '대덕공업고등학교'  를 '대덕전자기계고등학교'  로 개정
- 2013년 7월 23일 : 학과개편, 전자기계과 4학급 및 소프트웨어과 6학급
- 2014년 4월 30일 : 특수목적고등학교(산업수요맞춤형고등학교, 마이스터) 지정고시 SW개발과 2학급, 임베디드SW과 1학급, 정보보안과 1학급 완성 12학급(학년당 4학급)
- 2015년 3월 1일 : 교명 개정,  '대덕전자기계고등학교'  를 '대덕소프트웨어마이스터고등학교'  로 개정
- 2022년 9월 1일 : 제13대 남승권 교장 부임
- 2023년 3월 1일 : 학과개편, 정보보안과를 인공지능소프트웨어과로 개정(소프트웨어개발과 2학급, 임베디드소프트웨어과 1학급, 인공지능소프트웨어과 1학급)
- 2024년 1월 12일 : 제7기(제30회) 졸업식 75명
- 2024년 3월 4일 : 2024학년도 입학식 64명

## 설치 학과
- 공통과정
- 소프트웨어개발과
- 인공지능소프트웨어과
- 임베디드소프트웨어과
- 정보보안과

## 참고 자료
- 대덕소프트웨어마이스터고등학교 - 한국교육학술정보원 학교알리미